# Thomas Bailey Aldrich
Thomas Bailey Aldrich, född 11 november 1836 och död 19 mars 1907, var en amerikansk författare.
Aldrich är mest känd som författare till En stygg pojkes historia (svensk översättning 1880), till en stor del självbiografisk. Aldrich skrev romaner och berättelser, de senare ganska koncisa, de förra ojämna.